# Grand Prix Belgii 1954
Grand Prix Belgii 1954 (oryg. Grand Prix de Belgique) – 3. runda Mistrzostw Świata Formuły 1 w sezonie 1954, która odbyła się 20 czerwca 1954 po raz 5. na torze Circuit de Spa-Francorchamps.
16. Grand Prix Belgii, 5. zaliczane do Mistrzostw Świata Formuły 1.
Juan Manuel Fangio podczas tego Grand Prix zdobył swoje 11 pole position. Była to także ostatnia Grand Prix w którym brał udział Giuseppe Farina w sezonie 1954. Nie startował później z powodu kontuzji. Jest on ostatnim zawodnikiem który startował we wszystkich GP z rzędu (oprócz GP rozgrywanych w Indianapolis). Ustanowił podczas tego Grand Prix rekord 30 startów z rzędu.

## Wyniki

### Kwalifikacje
Źródło: statsf1.com
| P  | Nr | Kierowca              | Konstruktor(-silnik) | Opony | Czas   | Odstęp | Strata |
| -- | -- | --------------------- | -------------------- | ----- | ------ | ------ | ------ |
| 1  | 26 | Juan Manuel Fangio    | Maserati             | P     | 4:22,1 | –      | –      |
| 2  | 6  | José Froilán González | Ferrari              | P     | 4:23,6 | +1,5   | +1,5   |
| 3  | 4  | Giuseppe Farina       | Ferrari              | P     | 4:26,0 | +2,4   | +3,9   |
| 4  | 28 | Onofre Marimón        | Maserati             | P     | 4:27,6 | +1,6   | +5,5   |
| 5  | 10 | Mike Hawthorn         | Ferrari              | P     | 4:29,4 | +1,8   | +7,3   |
| 6  | 8  | Maurice Trintignant   | Ferrari              | P     | 4:30,0 | +0,6   | +7,9   |
| 7  | 12 | Jean Behra            | Gordini              | E     | 4:34,5 | +4,5   | +12,4  |
| 8  | 18 | André Pilette         | Gordini              | E     | 4:40,0 | +5,5   | +17,9  |
| 9  | 22 | Stirling Moss         | Maserati             | P     | 4:40,8 | +0,8   | +18,7  |
| 10 | 16 | Paul Frère            | Gordini              | E     | 4:42,0 | +1,2   | +19,9  |
| 11 | 30 | Sergio Mantovani      | Maserati             | P     | 4:42,0 | +0,0   | +19,9  |
| 12 | 24 | Roberto Mieres        | Maserati             | P     | 4:43,8 | +1,8   | +21,7  |
| 13 | 20 | Prince Bira           | Maserati             | P     | 4:46,5 | +2,7   | +24,4  |
| 14 | 2  | Jacques Swaters       | Ferrari              | E     | 4:54,2 | +7,7   | +32,1  |
| P  | Nr | Kierowca              | Konstruktor(-silnik) | Opony | Czas   | Odstęp | Strata |

### Wyścig
Źródła: statsf1.com
| P                                                     | + / –     | Nr | Kierowca                            | Konstruktor | Opony | Okr.  | Czas / Strata | Komentarz   |
| ----------------------------------------------------- | --------- | -- | ----------------------------------- | ----------- | ----- | ----- | ------------- | ----------- |
| 1                                                     | Bez zmian | 26 | Juan Manuel Fangio                  | Maserati    | P     | 36    | 2:44:42,4     |             |
| 2                                                     | 4         | 8  | Maurice Trintignant                 | Ferrari     | P     | 36    | +24,2         |             |
| 3                                                     | 6         | 22 | Stirling Moss                       | Maserati    | P     | 35    | +1 okr.       |             |
| 4                                                     | 1         | 10 | Mike Hawthorn José Froilán González | Ferrari     | P     | 20 15 | +1 okr.       |             |
| 5                                                     | 3         | 18 | André Pilette                       | Gordini     | E     | 35    | +1 okr.       |             |
| 6                                                     | 7         | 20 | Prince Bira                         | Maserati    | P     | 35    | +1 okr.       |             |
| 7                                                     | 4         | 30 | Sergio Mantovani                    | Maserati    | P     | 34    | +2 okr.       |             |
| Niesklasyfikowani                                     |           |    |                                     |             |       |       |               |             |
|                                                       |           | 16 | Paul Frère                          | Gordini     | E     | 14    | +22 okr.      | silnik      |
|                                                       |           | 4  | Giuseppe Farina                     | Ferrari     | P     | 14    | +22 okr.      | zapłon      |
|                                                       |           | 12 | Jean Behra                          | Gordini     | E     | 12    | +24 okr.      | zawieszenie |
|                                                       |           | 28 | Onofre Marimón                      | Maserati    | P     | 3     | +33 okr.      | silnik      |
|                                                       |           | 6  | José Froilán González               | Ferrari     | P     | 1     | +35 okr.      | silnik      |
|                                                       |           | 2  | Jacques Swaters                     | Ferrari     | E     | 1     | +35 okr.      | olej        |
|                                                       |           | 24 | Roberto Mieres                      | Maserati    | P     | 0     | +36 okr.      | pożar       |
| Nie wystartowali / niedopuszczeni do ponownego startu |           |    |                                     |             |       |       |               |             |
|                                                       |           | 12 | André Simon                         | Gordini     | E     | 0     |               | choroba     |
| P                                                     | + / –     | Nr | Kierowca                            | Konstruktor | Opony | Okr.  | Czas / Strata | Komentarz   |

### Najszybsze okrążenie
Źródło: statsf1.com
| Nr | Kierowca           | Konstruktor | Czas   | Okr. |
| -- | ------------------ | ----------- | ------ | ---- |
| 26 | Juan Manuel Fangio | Maserati    | 4:25,5 | 13   |

### Prowadzenie w wyścigu
Źródło: statsf1.com
| Nr                              | Kierowca           | Konstruktor | Okrążenia   | Suma |
| ------------------------------- | ------------------ | ----------- | ----------- | ---- |
| 26                              | Juan Manuel Fangio | Maserati    | 3-10, 14-36 | 31   |
| 4                               | Giuseppe Farina    | Ferrari     | 1-2, 11-13  | 5    |
| \| Wykres \| \| ------ \| \| \| |                    |             |             |      |
| Wykres                          |                    |             |             |      |
|                                 |                    |             |             |      |

## Klasyfikacja po wyścigu
Pierwsza piątka otrzymywała punkty według klucza 8-6-4-3-2, 1 punkt przyznawany był dla kierowcy, który wykonał najszybsze okrążenie w wyścigu. Klasyfikacja konstruktorów została wprowadzona w 1958 roku. Liczone było tylko 5 najlepszych wyścigów danego kierowcy.
Uwzględniono tylko kierowców, którzy zdobyli jakiekolwiek punkty
| P  | +/− | Kierowca              | Starty | Punkty | P1 | P2 | P3 | PP | NO | NS |
| -- | --- | --------------------- | ------ | ------ | -- | -- | -- | -- | -- | -- |
| 1  | 0   | Juan Manuel Fangio    | 2      | 17     | 2  | –  | –  | 1  | 1  | –  |
| 2  | +5  | Maurice Trintignant   | 2      | 9      | –  | 1  | –  | –  | –  | –  |
| 3  | −2  | Bill Vukovich         | 1      | 8      | 1  | –  | –  | –  | –  | –  |
| 4  | +1  | José Froilán González | 2      | 6,5    | –  | –  | 1  | –  | 1  | –  |
| 5  | −1  | Giuseppe Farina       | 2      | 6      | –  | 1  | –  | 1  | –  | 1  |
| 6  | −3  | Jimmy Bryan           | 1      | 6      | –  | 1  | –  | –  | –  | –  |
| 7  | −2  | Jack McGrath          | 1      | 5      | –  | –  | 1  | 1  | 1  | –  |
| 8  | N   | Stirling Moss         | 1      | 4      | –  | –  | 1  | –  | –  | –  |
| 9  | −1  | Élie Bayol            | 1      | 2      | –  | –  | –  | –  | –  | –  |
| 9  | −1  | Mike Nazaruk          | 1      | 2      | –  | –  | –  | –  | –  | –  |
| 9  | N   | André Pilette         | 1      | 2      | –  | –  | –  | –  | –  | –  |
| 12 | N   | Mike Hawthorn         | 2      | 1,5    | –  | –  | –  | –  | –  | 1  |
| 13 | −3  | Duane Carter          | 1      | 1,5    | –  | –  | –  | –  | –  | –  |
| 13 | −3  | Troy Ruttman          | 1      | 1,5    | –  | –  | –  | –  | –  | –  |
| P  | +/− | Kierowca              | Starty | Punkty | P1 | P2 | P3 | PP | NO | NS |